# Mitch Easter
Pour les articles homonymes, voir Easter (homonymie).
Mitch Easter, né en 1954, est un musicien et producteur américain de rock alternatif des années 1980 et 1990.

## Biographie
D'abord musicien, Mitch Easter forme à la fin des années 1970 The Sneakers avec Chris Stamey et Will Rigby. Le groupe se sépare assez rapidement en 1978 et Easter forme Let's Active en 1981, pendant que Stamey et Rigby forment The dB's.
Easter est aussi attiré par la production et construit son propre studio d'enregistrement en Caroline du Nord, le Drive-In Studio, ou la scène rock alternative du sud-est des États-Unis trouve un environnement à son goût. Easter y produira notamment R.E.M.. Il est considéré comme le spécialiste de la pop alternative.

## Discographie
- Avec The Sneakers :
  - In The Red (1978,)
  - Carnivorous #1 (1978)
  - Racket (compilation, 1993)
- Avec Let's Active :
  - Afoot (1983)
  - Cypress (1984, IRS)
  - Big Plans for Everybody (1986, IRS)
  - Every Dog Has Its Day (1988, IRS)

## Albums produits ou coproduits
- Murmur, R.E.M.  (1983, I.R.S. Records)
- Reckoning, R.E.M. (1984, I.R.S. Records)
- Downtown, Marshall Crenshaw (1985, Warner)
- XYZ…, Moose (1992, Hut Records)
- Teenage Symphonies to God Velvet Crush (1994, Creation Records)
- Duffy, Duffy (1995, Indolent Records)